# Rzymski most

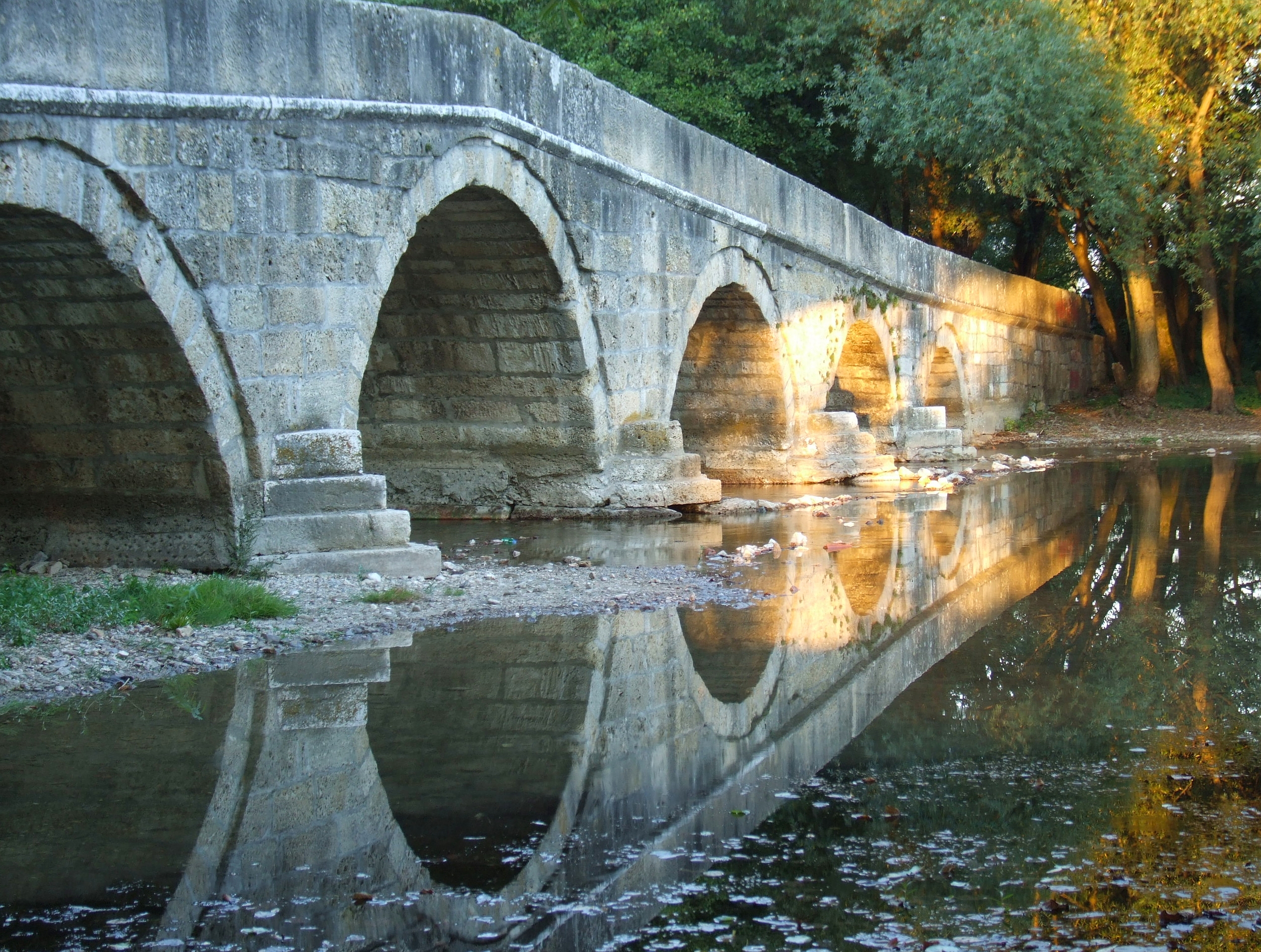
Rzymski most przy niskim stanie rzeki

Rzymski most (bs. Rimski most) – zabytkowy, kamienny most na rzece Bosna w pobliżu miejscowości Ilidža, przedmieścia Sarajewa. Jest to jeden z czterech mostów tego typu w stolicy Bośni i Hercegowiny – pozostałe znajdują się na rzece Miljacka, w centrum miasta.

## Historia
Most ma siedem przęseł, środkowe są wyższe niż boczne – to cecha charakterystyczna historycznych mostów na terenie dzisiejszej Bośni i Hercegowiny z okresu tureckiego. Długość mostu to 40 metrów, a szerokość 4,5 metra.
W 1530 roku okolicę odwiedził pisarz Benedikt Kuripešić, który o moście nie wspomniał, a dwadzieścia lat później opisał go wenecki poseł Katarin Zeno. Most musiał zatem zostać wzniesiony między 1530 a 1550 rokiem, nie wiadomo jednak kto był pomysłodawcą budowy oraz jego architektem. W 1762 roku most przeszedł remont, gdy mieszkańcy Sarajewa poprosili bośniackiego wezyra o jego naprawę.
Według niektórych legend w miejscu tym stał już w starożytności most rzymski (stąd nazwa), a obecny wybudowano w jego miejscu – nie ma jednak potwierdzenia tych informacji. Wiadomo jednak, że do budowy użyto fragmentów antycznych ruin z okolicy i w niektórych miejscach widać pozostałości po rzymskich rzeźbieniach.
W 1952 roku podczas przebudowy drogi most uznano za zbyt wąski i wycofano go z użytku. W odległości około 150 metrów od niego wybudowano nowy żelbetowy most. Obecnie most jest używany tylko przez pieszych i prowadzi do niego brukowana droga.
W 2005 roku decyzją Komisji do spraw ochrony zabytków narodowych most został uznany za Narodowy Pomnik Bośni i Hercegowiny.